# Cruriraja poeyi
Cruriraja poeyi är en rockeart som beskrevs av Bigelow och Schroeder 1948. Cruriraja poeyi ingår i släktet Cruriraja och familjen egentliga rockor. IUCN kategoriserar arten globalt som otillräckligt studerad. Inga underarter finns listade i Catalogue of Life.